# Papule perlacee peniene

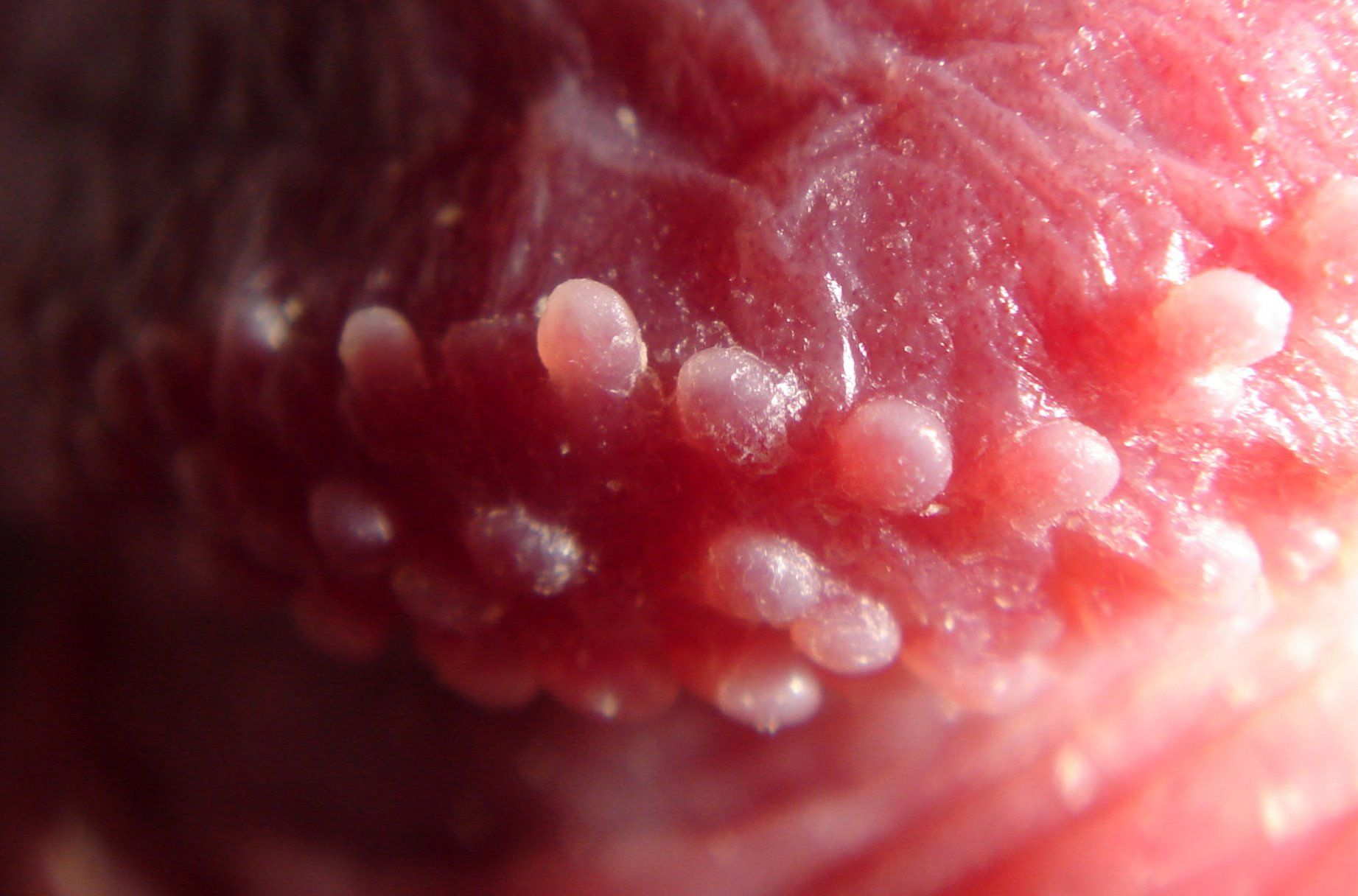
Ingrandimento

Le papule perlacee peniene (PPP), in latino hirsuties papillaris genitalis, sono piccole protuberanze benigne che si possono manifestare a livello della corona del glande e che possono essere di dimensioni tra circa 1 - 3 mm.

## Epidemiologia
La prevalenza è stimata tra il 14% e il 48% degli individui di sesso maschile, tuttavia è generalmente maggiore nei soggetti non circoncisi e di popolazione africana.

## Eziopatogenesi
Si tratta di piccole protuberanze che compaiono come una o tante file di piccoli puntini color carne situati circonferenzialmente intorno alla corona del glande. Molto raramente, possono estendersi anche sul glande. Le papule perlacee sono innocue, non contagiose e non causano nella quasi totalità dei casi alcun dolore, bruciore o prurito.
Esse sono una pura caratteristica costituzionale e fisiologica di taluni uomini e in nessun modo costituiscono effetti di una malattia sessualmente trasmessa. Non hanno nessuna dipendenza dall'igiene personale e neppure dall'attività sessuale.

## Clinica
Queste minuscole protuberanze sono tipicamente asintomatiche e persistono durante tutta la vita; tuttavia, possono diventare gradualmente meno evidenti con l'avanzare dell'età.

## Trattamento
Si tratta di una condizione che non necessita di alcuna terapia, tuttavia può essere effettuato un trattamento nei rari casi sintomatici o al fine di alleviare l'ansia del paziente, soprattutto per quelle più scomode o sporgenti. L'intervento può essere effettuato con l'uso di laser ad anidride carbonica, crioterapia, curettage, elettrodissecazione intorno alla base del glande oppure con l'uso topico di podofillina.